# Амурский газохимический комплекс
Аму́рский газохимический комплекс (Амурский ГХК) — строящееся предприятие в 15 км от города Свободный в Амурской области России, совместный проект СИБУРа и China Petroleum & Chemical Corporation (Sinopec).
Производственная мощность комплекса составит 2,7 млн тонн готовой продукции в год. Строительство начато в августе 2020 года. Плановый срок ввода в эксплуатацию — 2027 год.
Завод будет производить полиэтилен и полипропилен различных товарных марок из этана, пропана и бутана, которые будут поступать с соседнего Амурского газоперерабатывающего завода. Предполагается, что строящееся предприятие станет самым мощным по производительности в России и одним из самых больших в мире предприятий по производству базовых полимеров.

## Проект и бюджет
Поставки сырья для Амурского ГХК — этана и сжиженных углеводородных газов — будут осуществляться с Амурского газоперерабатывающего завода (Газпром). Совокупный объем поставок этановой фракции и СУГ составит до 3,5 млн тонн в год. Соответствующие соглашения между СИБУРом и Газпромом были подписаны в мае 2018 года в рамках Петербургского международного экономического форума и в сентябре 2019 года в рамках V Восточного экономического форума.
В 2020 году инвестиции в проект оценивались в 10 млрд. долл. Амурский ГХК должен был стать крупнейшим в мире комплексом по производству базовых полимеров мощностью — 2,3 млн т полиэтилена и 400 тыс. т полипропилена в год.
В 2022 году СИБУР сообщил о необходимости пересмотра стратегии реализации проекта Амурского ГХК из-за недоступности импортного оборудования. В сентябре 2023 года руководитель Амурского ГХК в докладе Президенту РФ Владимиру Путину отметил, что поиск альтернативных решений и адаптация проекта изменили сроки строительства — запустить комплекс планируется в 2027 году. Проектная мощность комплекса после пересмотра стратегии осталась без изменений. Изменилась ли стоимость проекта, компания не сообщала. По сообщениям компании, предусматривается широкое использование оборудования российского производства, степень локализации оборудования проекта составляет 72%.

## Реализация проекта
В марте 2019 года Амурский ГХК был включен в реестр приоритетных инвестиционных проектов Амурской области
Старт реализации проекта дан 18 августа 2020 г. при участии премьер-министра РФ Михаила Мишустина. Тогда же было подписано соглашение о включении Амурского ГХК в число резидентов созданной ТОР «Свободный».  В сентябре 2020 года проект строительства комплекса одобрен Главгосэкспертизой РФ.
В декабре 2020 года СИБУР и китайская Sinopec создали совместное предприятие для реализации проекта Амурский ГХК. Доли участия компаний в СП составили 60% и 40% соответственно.
В мае 2021 года в Свободненском районе запущена подстанция 220 кВ «Строительная» установленной мощностью 2*40 МВА. Запуск подстанции «Строительная» позволил свести к минимуму использование дизельных генераторов и обеспечить строительную площадку электроэнергией в первую очередь ВИЭ-генерации - Зейской и Бурейской ГЭС.
В мае 2021 года началась поставка крупнотоннажного оборудования на строительную площадку Амурского ГХК. Доставка оборудования и материалов обеспечивается водным транспортом с перегрузкой в дальневосточных морских портах на речные баржебуксирные составы и далее по рекам Амур и Зея до временного причала вблизи г. Свободного. В первую навигацию на проект были доставлены две сверхгабаритные колонны для установки пиролиза весом 1 500 тонн и более 1 000 тонн соответственно.
К концу 2021 года на строительной площадке завершено строительство объектов электро- и водоснабжения, подъездных автодорог, временных площадок хранения оборудования и материалов, создана зона таможенного контроля.
В сентябре 2023 года было объявлено о переносе сроков завершения строительства и пусконаладочных работ на комплексе с 2024 на 2027 год.
По состоянию на 5 февраля 2024 года велось строительство полимерных установок и пиролиза, объектов общезаводского хозяйства. Закончилось возведение подстанции 500 кВ. Строительством занималось около 14 тысяч человек. Был сдан в эксплуатацию жилой комплекс, рассчитанный на 286 семей сотрудников.  Велось строительство второго ЖК, рассчитанного на 322 квартиры.
На октябрь 2024 года к реализации проекта было привлечено более 24 тысяч человек, строительная готовность Амурского ГХК достигла 62 %.
На конец января 2025 года общий прогресс по проекту составляет 72,5 %.
На середину июня 2025 года общий прогресс по проекту достиг 80%, в III квартале 2026г. запланированы пуско-наладочные работы. Коммерциализация первых тонн полиэтилена намечена на начало 2027г.

## Экономическое значение
Строительство Амурского ГХК направлено на развитие глубокой переработки углеводородного сырья, добываемого на месторождениях Дальнего Востока, и реализацию национальной программы развития несырьевого экспорта.
Запуск комплекса позволит переориентировать СУГ с экспортных поставок на переработку на внутреннем рынке, обеспечив дополнительную сырьевую базу для различных смежных отраслей промышленности, а также будет способствовать дополнительному производству высокотехнологичной экспортоориентированной продукции.
В перспективе до 2040 года реализация проекта позволит увеличить объем несырьевого экспорта России на 4,6 трлн. руб.
Амурский ГХК играет важную роль в экономическом развитии Амурской области. Он является частью формируемого газохимического кластера (входят проекты МГ «Сила Сибири», Амурский ГПЗ), на базе которого развитие получат сопутствующие и смежные производства.
Проект включен в концепцию создания индустриального парка вблизи г. Свободного, который прорабатывает правительство Амурской области. На территории парка планируют запустить производство изделий из полиэтилена и полипропилена, выпускаемых комплексом. Резиденты индустриального парка смогут производить широкий спектр продукции: от пластиковых труб до полиэтиленовых пакетов.
В 2024 году Амурский ГХК занял второе место в рейтинге наиболее убыточных компаний России за 2023 год по версии журнала Forbes -  его чистый убыток по РСБУ за 2023 год составил 71,9 млрд рублей.

## Уникальный проект
На территории Амурского газохимического комплекса установлен самый высокий факел в России для работы в составе установки пиролиза. Факельная установка высотой 180 метров предназначена для переработки излишек газов, возникающих в процессе работы комплекса. В результате переработки излишки газов трансформируются до безопасных для человека веществ — углекислого газа и воды, обеспечивая экологичность работы комплекса. Безопасность установки также обусловлена бездымным способом сжигания, что значительно снижает влияние на экологию.
Самый высокий промышленный факел в России состоит из 17-ти секций и весит более 600 тонн. Диаметр фланца основания факела составляет 2,27 м, его толщина 70 мм, а диаметр "ноги" факела — почти 1,5 м. Весь основной материал секции испытан на эксплуатацию до -60 °С.
Факел изготовлен полностью из отечественных комплектующих Инжинирингово-производственной компанией "К5" из г. Екатеринбурга. На производство установки у компании ушло 12 месяцев, из которых полгода заняла разработка проекта. 